# Zain
La zain (anomenada també zayin, zayn o zay) és la setena lletra de molts abjads (alfabets) semítics, incloent zain 𐤆 en fenici, zayn ܙ en siríac, zayin (zain) ז en hebreu, zāyn ز en àrab i zäy ዘ en amhàric.
La zain està present en Unicode com a U+05D6 ז hebrew letter zayin.

En fonètica representa el so /z/ 

## Origen
En hebreu bíblic zayin זין, significa "espasa", i el seu verb derivat lezayen (לזיין), significa "armar". En hebreu modern en canvi, zayin זין, significa "penis" i lezayen (לזיין) és un terme vulgar que generalment es fa servir per dir l'acte sexual (similar a "fotre").
La lletra fenícia 𐤆 (zain) deriva d'un dels jeroglífics egipcis, i va donar lloc a la zeta (Ζ) grega, la Z llatina i la З ciríl·lica.

## Alfabet àrab
En alfabet àrab aquesta lletra es diu زين ['zajn] (zayn) o زي ['zaːj] (zāy). És l'onzena lletra de l'alfabet àrab (setena i amb un valor de 7 en l'ordre abjadí). És una lletra solar. Prové, per via dels alfabets nabateu i arameu, de la lletra fenícia zain.
| fenici | arameu | siríac | nabateu | àrab |
| ------ | ------ | ------ | ------- | ---- |
| 𐤆      | 𐡆      | ܙ      |         | ﺯ    |

Representa el so consonàntic /z/.
| Aïllada | Final | Medial | Inicial |
| ز       | ـز    | ـزـ    | زـ      |

La zāy no es lliga a la següent lletra de la paraula. Sí que ho fa amb la precedent, sempre que aquesta no sigui àlif, dāl, ḏāl, rā, una altra zāy o wāw, que mai no es lliguen a la lletra posterior.

### Representació, transcripció i transliteració
Viquipèdia proposa de transcriure i transliterar la zāy amb la lletra "z".
A l'alfabet de xat àrab i al SATTS, zāy es transcriu com a "z".
A la representació Unicode zāy ocupa el punt U+0632 amb el nom ARABIC LETTER ZAIN.
A la codificació ISO 8859-6, el punt 0xd2.
Com a entitat HTML, es codifica com a ز

### Variants
Tot i ser molt semblant a la rā , no n'és una derivada i té un origen diferent.
Els alfabets persa (i per herència l'alfabet àrab belarús), urdú, paixtu i uigur usen un símbol com el de la zāy però amb tres punts en comptes d'un, ژ, per a representar el so /ʒ/, passant el símbol de la jīm (que en àrab representa aquest mateix so) a representar el so /ʤ/. A l'alfabet xiao'erjing també es dona això però el so representat depèn de la llengua que transcrigui. El shahmukhi i el soraní han heretat aquesta variant de l'alfabet persa.

## Alfabet hebreu
En hebreu s'escriu com a ז, el nom complet en hebreu és זַיִן i transcrit com Zayin o Zain.
| Variants | Variants   | Variants |
| Quadrada | Manuscrita | Raixí    |
| -------- | ---------- | -------- |
| ז        | Zain       | Zain     |

La lletra ז o zayin és la setena lletra de l'alfabet hebreu. També pren el valor numèric de set. Prové, per via de l'alfabet arameu de la lletra fenícia zain.

### Fonètica
La zayin representa el so /z. Quant la zayin porta un apòstrof ('ז) es pronuncia com a ž o ʒ similar a la jota catalana (jornada, jardí), per exemple en el mot ז'בוטינסקי - Jabotinski, un escriptor i polític jueu.

### Simbolisme
Simbolitza esperit, manteniment i lluita, presència de Déu. Propietats matemàtiques 1 i 7 no poden ser representats per múltiples d'altres nombres sinó per ells mateixos, ja que aquests nombres representen la Unitat de Déu. Significa també arma o armament. No s'ha de confiar completament en els miracles. Cal prendre acció (autodefensa). Setè dia, set cels que representen graus ascendents de santedat. Tots els elements del Xabbat tenen una guematria igual a 7.
La connexió vav és a zayin per mitjà d'una inclinació, interrompuda. Alguns cabalistes opininen que la forma d'aquesta lletra representa el callat de Moisès amb el qual ell va realitzar molts senyals i miracles. La zayin és com una vav en la seva forma bàsica i en l'Escriptura Sagrada està coronada amb tres "taguín" (corones). La lletra zayin és anomenada així perquè s'assembla una espasa (la paraula hebrea per a "arma" és "Klai zayin").

## Alfabet siríac
| Madnḫaya | Serṭo | Esṭrangela | Unicode |
| -------- | ----- | ---------- | ------- |
|          |       |            | ܙ       |
| Zayn     | Zayn  | Zayn       | Zayn    |

En alfabet siríac, la setena lletra és ܙ (en siríac clàssic: ܙܝܢ - zayn). El valor numèric de la zayn és 7. Prové, per via de l'alfabet arameu de la lletra fenícia zain.

### Fonètica
Representa el so /z/.

## Alfabet amhàric
En alfabet amhàric aquesta lletra es diu ዘይ (zäy). És la dissetena lletra de l'alfabet amhàric. El valor numèric de la zäy és 7. El nombre set l'alfabet amhàric tradicional s'escriu mitjançant la sil·laba "gui" - ፯. Prové, per via de l'alfabet sud-aràbic del jeroglífic egipci U7.
| U7 | Zain | Zäy |
| -- | ---- | --- |
| 𓌻  | 𐩸    | ዘ   |

Representa el so /z/.

### Ús
L'alfabet amhàric és una abugida on cada símbol correspon a una combinació vocal + consonant, és a dir, hi ha un símbol bàsic al qual s'afegeixen símbols per marcar la vocal. Les modificacions de la lletra ዘ (zäy) són les següents:
| zä [zə] | zu | zi | za | ze | zə [zɨ], ∅ | zo | zʷa |
| ------- | -- | -- | -- | -- | ---------- | -- | --- |
| ዘ       | ዙ  | ዚ  | ዛ  | ዜ  | ዝ          | ዞ  | ዟ   |

## En altres alfabets
| Arameu     | Siríac  | Samarità | Ugarític | Fenici |
| ---------- | ------- | -------- | -------- | ------ |
| 𐡆          | ܙ       | ࠆ        | 𐎇        | 𐤆      |
| Sud-aràbic | Amhàric | Àrab     | Hebreu   |        |
| 𐩸          | ዘ       | ز        | ז        |        |